# Klaas Ooms
Klaas Ooms (Amsterdã, 9 de junho de 1917 - 17 de janeiro de 1970) foi um futebolista neerlandês, que atuava como atacante.

## Carreira
Klaas Ooms fez parte do elenco da Seleção Neerlandesa de Futebol que disputou a Copa do Mundo de 1938.

## Ligações Externas
- Perfil em FIFA.com (em inglês)